# Hoya lyi
Cẩm cù ly Hoya lyi là một loài thực vật có hoa trong họ La bố ma. Loài này được H.Lév. mô tả khoa học đầu tiên năm 1907. được đặt tên theo Jean Ly

## Phân bố
Ở Trung Quốc chúng phân bố ở Quảng Tây, Quý Châu, Tứ Xuyên, Vân Nam. Ở Lào phân bố ở Xiêng Khoảng. Ở Việt Nam phân bố ở Thanh Hoá và Hà Giang

## Sử dụng
Lá được sử dụng để điều trị viêm khớp dạng thấp khớp và chấn thương

## [1]Liên kết ngoài
- Tư liệu liên quan tới Hoya lyi tại Wikimedia Commons
- Dữ liệu liên quan tới Hoya lyi tại Wikispecies
- Vườn thực vật hoàng gia Kew; Đại học Harvard; Australian Plant Name Index (biên tập). "Hoya lyi". International Plant Names Index.

1. ↑  "Thêm loài Cẩm cù rừng mới Hoya lyi cho Việt Nam". BIODIVN.COM. BIODIVN. 30/7/2014. Bản gốc lưu trữ ngày 23 tháng 1 năm 2015. Truy cập ngày 23 tháng 1 năm 2015. {{Chú thích web}}: Kiểm tra giá trị ngày tháng trong: |date= (trợ giúp)